# Fahnenschmied
Fahnenschmied war eine in der Reiterei sowie bei allen berittenen oder bespannten Militäreinheiten (z. B. Artillerie) seit Jahrhunderten übliche Bezeichnung für einen gelernten Schmied, wobei die Bezeichnung daher rührt, dass eine Fahne den Standort der Feldschmiede und des Rossarztes kennzeichnete.
Vor der Gründung der Tierarzneischulen und noch einige Zeit später hatten die Fahnenschmiede neben dem Hufbeschlag der Pferde auch für die Behandlung von Pferdekrankheiten zu sorgen.
In Österreich und Preußen blieb diese Funktion vereinzelt bis ins 20. Jahrhundert erhalten, wobei die Schmiede dann „Kurschmied“ genannt wurden. Die andererseits während dieser Zeit Fahnenschmiede Genannten waren ihrem militärischen Charakter nach Unteroffiziere, ihrer Tätigkeit nach Hufschmiede (Hufbeschlagschmiede).
Sie rückten nach dem Dienstalter bis zum Sergeanten II. Klasse auf.
Der höchste Dienstgrad hieß in Bayern Oberfahnenschmied.
Die Ausbildung erfolgte in Deutschland in militärisch organisierten Lehrschmieden, wo die Schüler sowohl theoretisch über den Bau, die Funktionsweise und die Krankheiten des Hufes, als auch praktisch im Anfertigen und Aufschlagen von Hufeisen unterrichtet wurden.